# Daniel Seavey
Daniel James Seavey (2 de abril de 1999; Vancouver, Washington), conocido como Daniel Seavey es un cantante, músico, compositor y productor estadounidense. Es conocido por participar en la temporada número catorce del programa televisivo americano de talentos "American Idol" en el año 2015 y por pertenecer al grupo musical Why Don't We junto con Corbyn Besson, Jonah Marais, Zach Herron y Jack Avery desde el año 2016.

## Biografía
Daniel James Seavey nació en Vancouver, Washington y creció en Portland, Oregón el 2 de abril de 1999. Es hijo de Jeffrey Seavey y de Keri Seavey, y tiene tres hermanos, Tyler Seavey, Christian Seavey y Anna Seavey. A la edad de diez años, Daniel sabía tocar el piano, el violín, la guitarra y el violonchelo. Además, él y su padre solían viajar a Portland para interpretar música en la calle en paseos de arte y Daniel empezó a participar en varios programas de talentos. En enero del 2015 se presentó a la temporada número catorce de “American Idol”, audicionó con la canción “Hallelujah” de Leonard Cohen.

### Carrera artística
La banda Why Don't We se formó en septiembre del 2016 entre Daniel Seavey, Zach Herron, Corbyn Besson, Jack Avery y Jonah Marais, un año después de que los integrantes se conocieron en Los Ángeles, California. Lanzaron su primer sencillo Taking You en octubre del 2016, este forma parte de su EP debut, Only the beginning que salió en ese mismo año. Su segundo EP, Something Different fue publicado en el año 2017. Su tercer EP, Why Don't We Just se publicó el 2 de junio del 2017, alcanzó el puesto #1 en el listado de Heatseekers de Estados Unidos. En septiembre del 2017 la banda firmó con el sello discográfico Atlantic Records. Ese mismo mes, salió su cuarto EP Invitation. El 23 de noviembre del 2017 salió su quinto EP Why Don’t We Christmas.

 
El 31 de agosto del 2018 presentaron su primer álbum 8 Letters. Este álbum debutó en noveno lugar en la lista Billboard 200 de Estados Unidos y contenía tres sencillos: “Hooked”, “Talk” y “8 letters”. En marzo del 2019 iniciaron la gira del “8 Letters Tour”. 

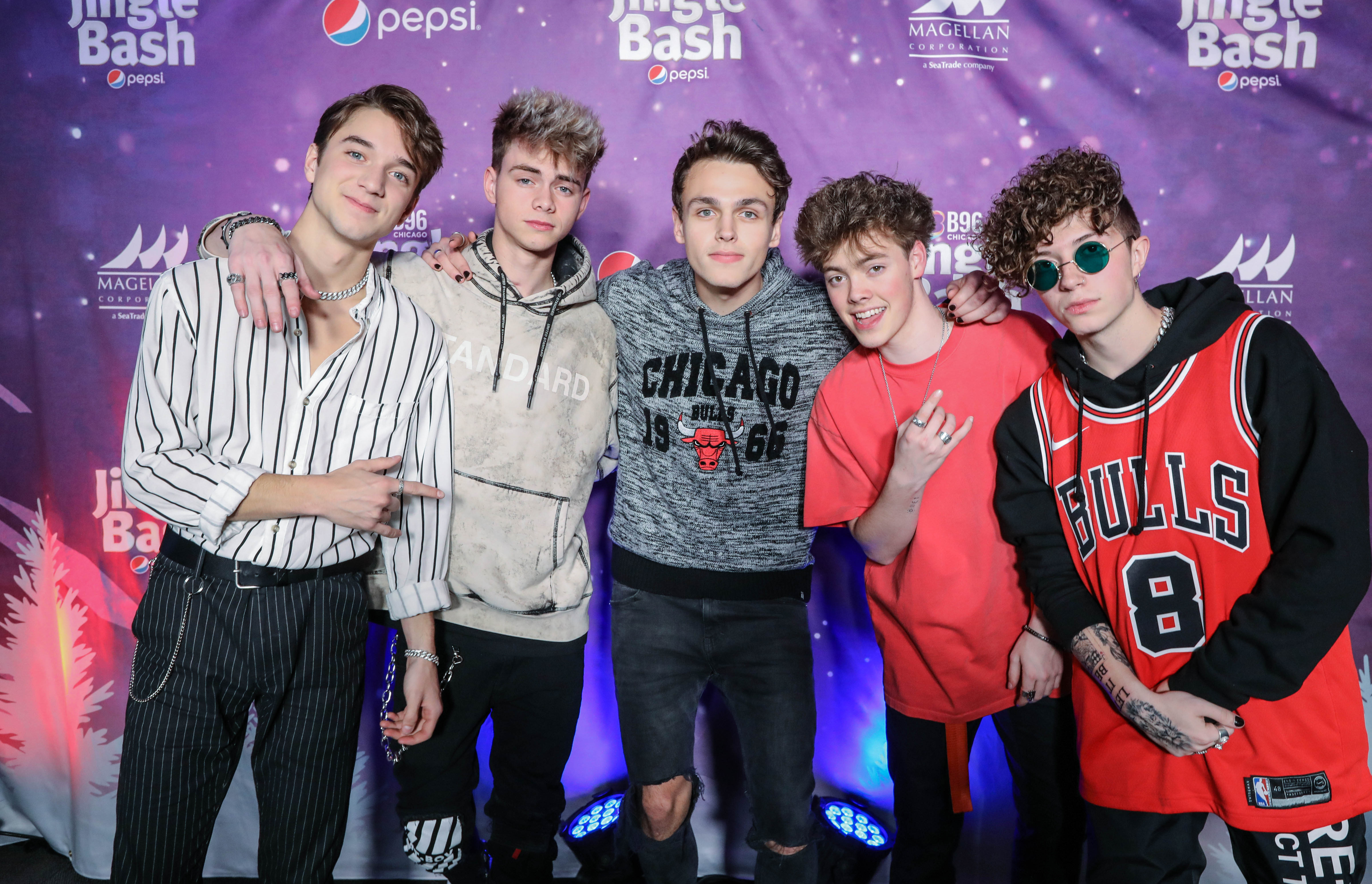
Why Don't We en la B96 Pepsi Jingle Bash de 2018. Nombres de los integrantes de izquierda a derecha: Daniel Seavey, Corbyn Besson, Jonah Marais, Zack Herron y Jack Avery

En el 2019 sacaron una canción cada mes, en enero publicaron la canción “Big Plans” y esta recibió la certificación de oro de la RIAA en abril del 2020. En febrero publicaron el sencillo “Cold in LA” y en marzo publicaron junto a Macklemore el sencillo “I Don’t Belong in This Club” la cual obtuvo una certificación de oro de la RIAA en agosto del 2020. En abril publicaron “Don’t Change” la cual forma parte del soundtrack de la película UglyDolls. En mayo publicaron la canción “Unbelieve”, en junio publicaron el sencillo “Come To Brazil” y en julio publicaron el sencillo “I Still Do”. En agosto publicaron la canción “What Am I” la cual fue escrita por Ed Sheeran (quien también había escrito la canción “Trust Fund Baby” para la banda), esta canción también obtuvo una certificación de oro de la RIAA. En octubre publicaron “Mad At You” y en noviembre “With You This Christmas”, una canción navideña. Y por último, en diciembre publicaron “Chills”, después de la publicación de esta canción el grupo se tomó un descanso de nueve meses.
El 29 de septiembre del 2020 publicaron el sencillo “Fallin’ (Adrenaline)”, el cual pertenece a su segundo álbum The Good Times and the Bad Ones. La canción debutó en el número 37 en la lista Billboard Hot 100. El segundo sencillo de este álbum “Lotus Inn” se publicó el 4 de diciembre del 2020 y el tercer sencillo “Slow down” se publicó el 17 de diciembre del 2020. El 15 de enero del 2021, el álbum The Good Times and the Bad Ones fue publicado, este álbum contaba con colaboraciones en la producción de artistas como Travis Barker, Skrillex y Timbaland. El álbum debutó como número 3 en la lista Billboard 200.
Publicaron el sencillo “Love Back” en octubre del 2021. En enero del 2022 publicaron el sencillo “Don’t Wake Me Up” colaborando con Jonas Blue. En abril salió a la luz el sencillo “Let Me Down Easy (Lie)”, y los sencillos “Just Friends” y “How Do You Love Somebody” en mayo.
Se planeó una gira llamada The Good Times Only Tour por Estados Unidos, el cual iba a empezar en junio del 2022 pero fue cancelado por el litigo entre el mánager actual de la banda Randy Phillips y el ex mánager David Loeffler. La banda organizó nuevas fechas para julio pero tres semanas antes del primer concierto anunciaron que cancelaban el tour y empezarían un hiatus debido a las batallas legales que se encontraban en curso con su antigua agencia de mánager.

### En solitario
El 12 de junio del 2022 fue invitado al Beacon Theather en Nueva York para interpretar en vivo su versión de la canción “Hallelujah”. El 15 de julio del 2022, Daniel Seavey publicó su primera canción en solitario “Bleed on Me”, y el 27 de julio publicó su cover de la canción “Hallelujah” de Leonard Cohen.
El 30 de septiembre del 2022 publicó su primer sencillo oficial “Can We Pretend That We’re Good?”, después publicó su segundo sencillo “Runaway”  el 9 de diciembre del 2022. En enero del 2023 empezó su primer tour en solitario, Introducing Daniel Seavey.

## Discografía

### Con Why Don't We

#### EPs y sencillos
- Only the beginning (2016) (EP)
- Something Different (2017) (EP)
- Why Don’t We Just (2017) (EP)
- These girls (2017) (sencillo)
- Invitation (2017) (EP)
- A Why Don’t We Christmas (2017) (EP)
- Trust Fund Baby (2018) (sencillo)
- Hooked (2018) (sencillo)
- 8 Letters (2018) (sencillo)
- Big Plans (2019) (sencillo)
- Cold in LA (2019) (sencillo)
- I Don't Belong In This Club (2019) (sencillo)
- Don't Change (2019) (sencillo)
- Unbelievable (2019) (sencillo)
- Come to Brazil (2019) (sencillo)
- I Still Do (2019) (sencillo)
- What I Am? (2019) (sencillo)
- Mad At You (2019) (sencillo)
- With You This Christmas (2019) (sencillo)
- Chills (2019) (sencillo)
- Fallin' (Adrenaline) (2020) (sencillo)
- Lotus Inn (2020) (sencillo)
- Slow Down (2020) (sencillo)
- The Good Times (2021) (EP)
- The Bad Ones (2021) (EP)
- Love Back (2021) (sencillo)
- Don't Wake Me Up (2022) (sencillo)
- Let Me Down Easy (Lie) (2022) (sencillo)
- Just Friends (2022) (sencillo)
- How Do You Love Somebody (2022) (sencillo)

#### Álbumes
- 8 Letters (2018)
- The Good Times and The Bad Ones (2021)

### En solitario

#### EPs y sencillos
- Can We pretend that We’re Good (sencillo) (2022)
- Runaway (sencillo) (2022)

## Tours

### Con Why Don't We
- Taking You Tour (2017)
- Something Different Tour (2017)
- Invitation Tour (2018)
- 8 Letters Tour (2019)

### En solitario
- Introducing Daniel Seavey (2023)